# Myrmarachne shelfordi
Myrmarachne shelfordi là một loài nhện trong họ Salticidae.
Loài này thuộc chi Myrmarachne. Myrmarachne shelfordi được Elizabeth Maria Gifford Peckham & George William Peckham miêu tả năm 1907.